# Mikołaj Akielewicz
Mikołaj Akielewicz, Mikołaj Akełajtis, Mikalojus Akelaitis (ur. 5 grudnia 1829 w Czuderyszkach koło Mariampola, zm. 27 września 1887 w Paryżu) – propagator języka litewskiego, wydawca książek w tym języku, poeta i tłumacz.
Propagował literaturę w języku litewskim, wydając książki oraz tłumacząc z litewskiego na polski i odwrotnie. Przetłumaczył na język polski między innymi „Metai” Kristijonasa Donelaitisa. Publikował w „Gazecie Codziennej” i „Kurierze Wileńskim”. Związany z Hotelem Lambert. Był zwolennikiem jedności polsko-litewskiej.

## Etymologia nazwiska
Obie formy nazwiska, litewska i polska, znaczą dokładnie to samo: potomek osoby o litewskim nazwisku czy przezwisku: Akelis „Oczko”, co jest patronimiczną formą przezwiska Akis „Oko”. Przezwisko-nazwisko o tym znaczeniu pospolite jest również w Polsce. Podwójna postać tego samego odojcowskiego nazwiska z końcówką w języku litewskim -aitis i w polskim -owicz, -ewicz, zdarzało się na obszarze Wielkiego Księstwa Litewskiego nie tak rzadko (np. Matulewicz-Matulaitis, biskup wileński, 1918-1925).

## Życiorys

### Dzieciństwo i młodość

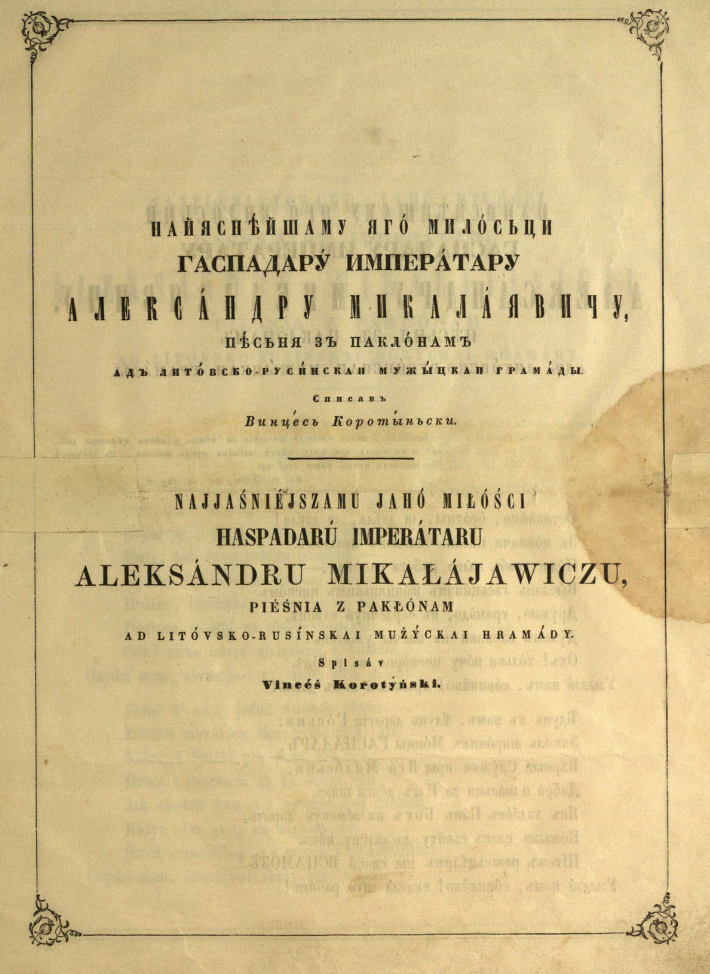
Strona z albumu dedykowanego carowi Aleksandrowi II w 1858 roku

Urodził się 5 grudnia 1829 r. we wsi zwanej po litewsku Čiuoderiškės, a po polsku Czuderyszki w powiecie mariampolskim. Pochodził z rodziny chłopskiej. Jego ojciec za udział w powstaniu listopadowym zesłany został na Sybir, gdzie zmarł. Brat dziadka Akielewicza walczył pod Somosierrą w Hiszpanii. Ojczym matki uczestniczył w bitwie pod Maciejowicami. Wychowaniem Mikołaja, zgodnie z tradycją litewską, zajęła się babka. Początki edukacji otrzymał w domu od wędrownych nauczycieli oraz w szkole parafialnej w Sosnowej, gdzie uczył go ksiądz Krzysztof Maria Szwermicki. Właściwe wykształcenie odebrał w dwuklasowej szkole elementarnej i w polskiej czteroklasowej szkole powiatowej w Mariampolu, której jednak formalnie nie ukończył, mimo że był w niej prymusem. Widocznie ciążył mu przymus szkolny; pragnął też dopomóc ubogiej matce, która go utrzymywała. Języka polskiego nauczył się dopiero w trzynastym roku życia. „W języku litewskim pierwszą zmówiłem modlitwę za duszę ojca i śpiewałem cudowne damy, a polski otworzył mi podwoje do świątyni wiedzy” - pisał po latach na emigracji. Całe dalsze wykształcenie, a było ono wszechstronne, zdobywał w drodze wytrwałego samouctwa. Zaraz po opuszczeniu szkoły zaczął zarabiać po dworach jako tzw. nauczyciel domowy.

### Wyjazd do Warszawy

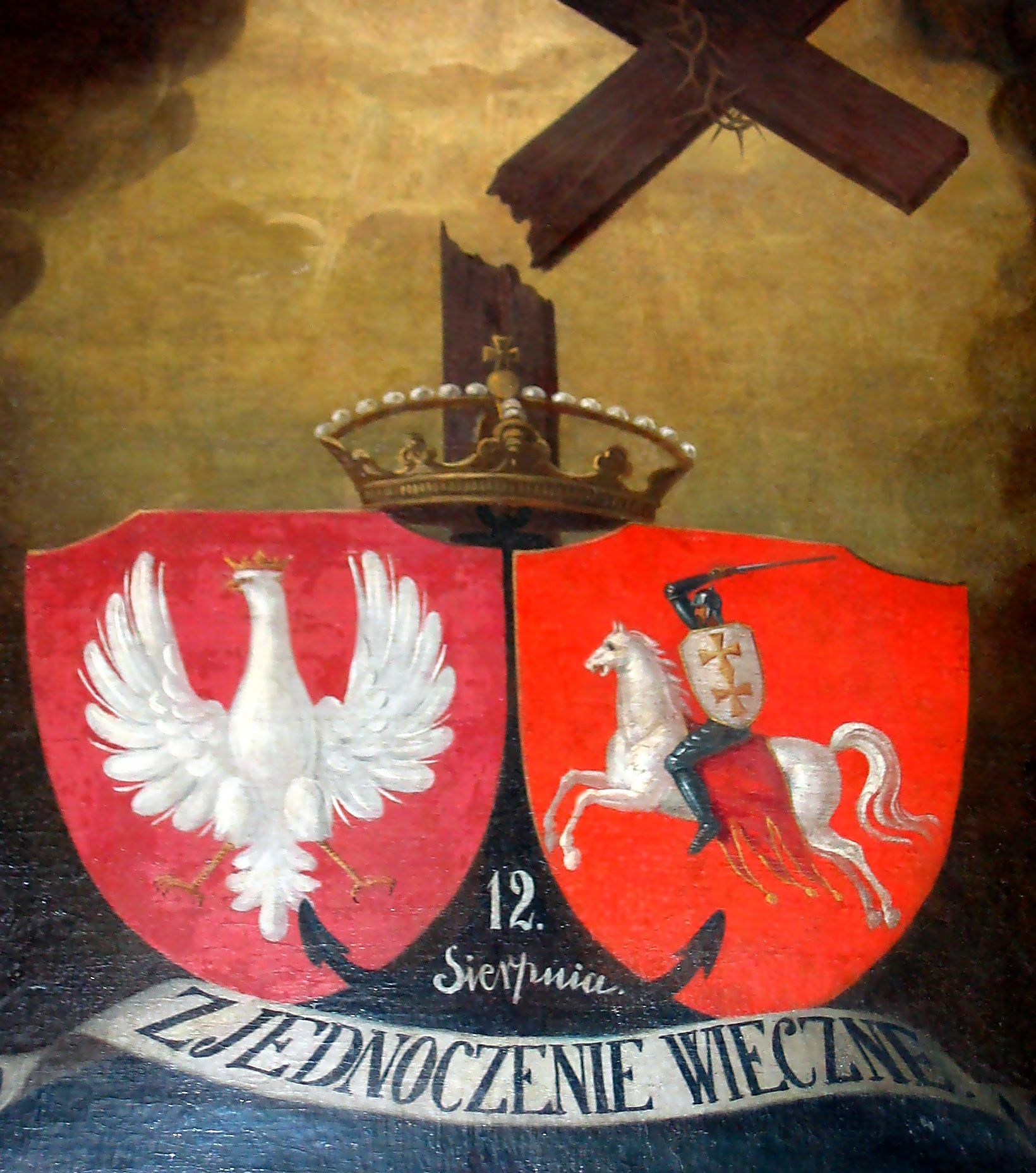
Obraz upamiętniający Unię w Krewie z 1861 r. Znajduje się w Muzeum im. Przypkowskich w Jędrzejowie.

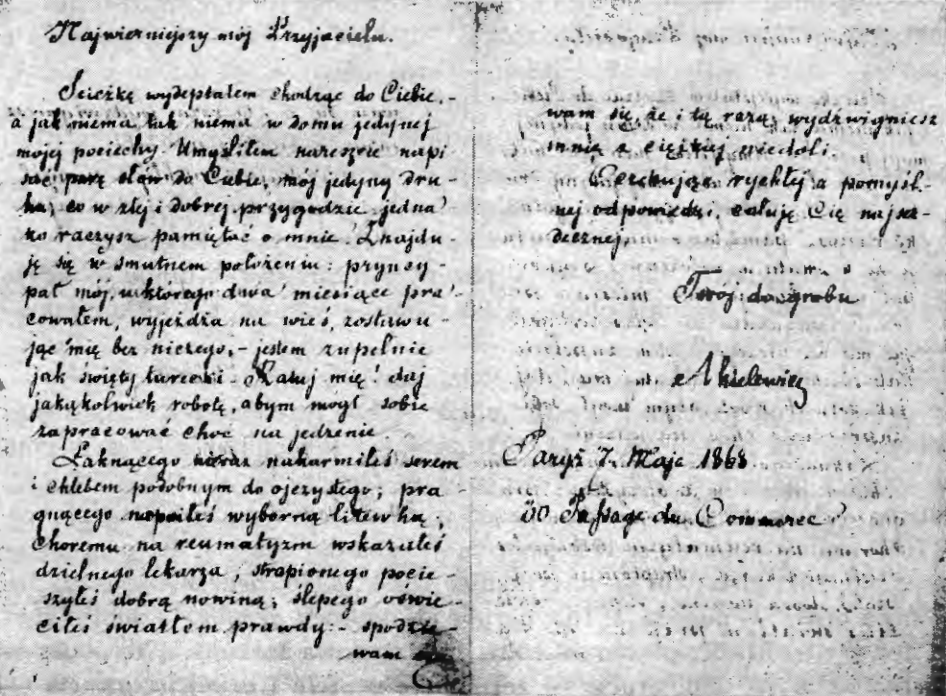
List Mikołaja Akielewicza do Leonarda Niedźwieckiego z 1868 r.

W 1850 r. przeniósł się do Warszawy, gdzie utrzymywał się z pracy literata oraz z udzielania lekcji prywatnych. W 1856 roku w „Kronice Wiadomości Krajowych i Zagranicznych” ukazał się jego pierwszy artykuł pod pseudonimem „Chłop z Mariampolskiego”. Wówczas też poznał Oskara Kolberga, którego został współpracownikiem, informatorem i tłumaczem. Utrzymywał także kontakty z Aleksandrem Osipowiczem i Antonim Yiwegerem, suwalczanami, znawcami litewszczyzny. Tematyki do publikacji literackich dostarczały Akielewiczowi zawsze mu bliskie sprawy Litwy, a więc panujące w niej stosunki społeczno-kulturalne, historia, język i literatura. W swoich poczynaniach przejawiał wiele energii i inicjatywy. Kiedy do skutku doszło wydawnictwo literatury dla ludu litewskiego, na co środków dostarczyli mu magnaci litewscy (książę Ireneusz Ogiński, książę Wilhelm Radziwiłł), stał się jej redaktorem i prawie jedynym autorem. Ogłosił nawet konkurs na czytanki litewskie, metodykę nauczania litewskiego, słownik języka litewskiego i gramatykę porównawczą gwar litewskich, ale z braku środków inicjatywa ta nie dała rezultatów. Był współautorem Albumu wydanego na powitanie przybywającego do Wilna w 1858 roku cara Aleksandra II. Uznany za odstępcę przeniósł się do Kurlandii (zgłębiał tam wiedzę o języku łotewskim), a następnie na Żmudź. Stamtąd zasilał korespondencjami gazety warszawskie i „Kurier Wileński”. Na Żmudzi mieszkał w Worniach, a później w Retowie. Przyjaźnił się w tamtym czasie z Szymonem Dowkontem.

### Przeprowadzka do Wilna i powstanie styczniowe
W roku 1860 przeprowadził się do Wilna. Pracował tam jako korektor pism polskich, co pozwoliło mu udoskonalić swoją polszczyznę. W 1861 roku odbywała się w farze kowieńskiej zbiórka pieniężna na cele patriotyczne. Obecny tam Akielewicz był bez pieniędzy, oddał więc obrączkę po swej matce i zegarek. Był autorem masowo rozpowszechnianych na Litwie w latach 1861-1862 ulotek litewskich z ryciną złamanego krzyża, nawołujących do solidarności z manifestacjami warszawskimi. Wraz z Tadeuszem Korzonem i Szymonem Katyllem zorganizował 12 sierpnia 1861 roku głośną manifestację polsko-litewską w Aleksocie. Zbliżał się rok 1863. Akielewicz brał czynny udział w ruchu rewolucyjnym. Napisał kilka odezw. W związku z tym poszukiwała go policja. Nie znajdując pewnego schronienia w kraju, przekroczył granicę pruską i udał się do Paryża. Znalazł tam zatrudnienie w Bibliotece Polskiej. Lecz ledwie zaczęło się powstanie styczniowe Akielewicz wrócił do kraju. Powołano go na zastępcę Józefa Piotrowskiego, komisarza Rządu Narodowego w ówczesnym województwie augustowskim. Pisał więc odezwy, organizował oddziały powstańcze i zaopatrywał je w broń. Na początku roku 1864, wraz z Bronisławem Radziszewskim (Ignacym Czyńskim) wydawał „Wiadomości o naszej wojnie z Moskalami”. Był autorem wersji litewskiej podpisywanej Cziuoderiszkių Mikałojus - Mikołaj z Czuderyszek. Po załamaniu się powstania udał się do Prus, aby prowadzić działalność uświadamiającą wśród Litwinów na obszarze Tylży. Pociągnięto go do odpowiedzialności karnej i w Królewcu skazano na 2 lata ciężkiego więzienia, ale w chwili ogłaszania wyroku, wykorzystując nieuwagę strażników, udało mu się zbiec z sali sądowej. Szlakiem powstańców-tułaczy udał się znów do Paryża i ożenił się z Francuzką. Miał z nią dwóch synów i córkę.

### Życie w Paryżu
Poza pracą zarobkową w różnych instytucjach znajdował czas na owocną działalność publicystyczną. Ogłaszał artykuły zarówno w pismach polskich (np. w „Gazecie Warszawskiej”), jak i litewskich (np. w „Aušra”). W artykułach tych ograniczał się do tematyki litewskiej, chciał być pożyteczny Litwie w nowych warunkach. Na emigracji cieszył się powszechnym szacunkiem i odznaczał się towarzyskością. Wśród Polaków zawsze występował jako Litwin. Związał w Paryżu Literackie Towarzystwo Litwinów. 1 grudnia 1882 r. przeszedł na emeryturę z urzędu. Zmarł w Paryżu 26 września 1887 r. Został pochowany 29 września 1887 r. w Pantin.

## Wkład w język litewski

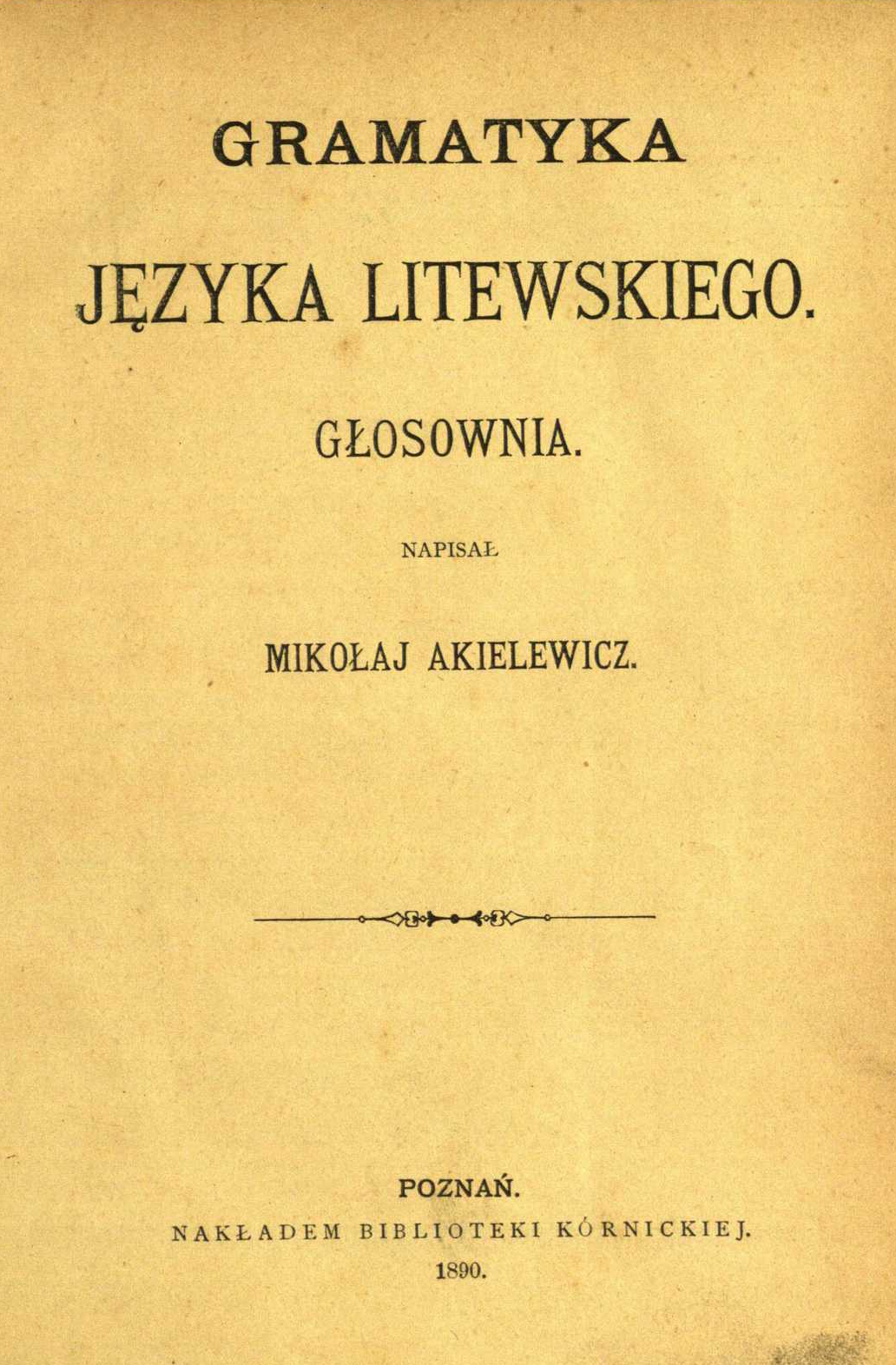
Strona tytułowa książki „Gramatyka języka litewskiego - Głosownia”

Akielewicz rozpoczął zastępowanie słów obcych (germanizmów i slawizmów) nowotworami. Budował je opierając się na słowotwórstwie, zachowanym w gwarach litewskich. Jednym z jego nowotworów było słowo žodynas „słownik”; ma się ono do žodis „słowo” tak jak, np. pušynas „las sosnowy, Sosnowiec” do pušis „sosna”. Tą samą drogą w budowaniu nowotworów poszedł Jonas Jablonskis. Swój wzór litewskiego języka pisanego Akielewicz miał możność rozpowszechniać i rozpowszechniał dzięki utworom, które można zaliczyć do gatunku, tzw. literatury ludowej. Sprawę pisowni pozostawił nie rozstrzygniętą. Sam skłaniał się raczej ku pisowni etymologicznej, według której należałoby pisać np. augsztas „wysoki” (od aug-ti „rosnąć”), nie zaś fonetycznie auksztas.

## Pseudonimy
Używał m.in. następujących pseudonimów: Chłop z Maryampolskiego, Chłopek z Litwy, Bartosz z Czioderyszek, Agricola, Cziuoderiszkių Mikałojus, Gužutis (pol. Bocian), Vytautas.

## Publikacje
- Słówko o bogach litewskich - Warszawa 1858; studium dotyczące Perkunasa, Patrimpusa i Pokoli.
- Małda pas Szwencziausiu Pannu Mariju: prasząt Pana Diewa cnotas nie apsiryjima yr nie apsigierima. – Wilno 1860[4]
- Elementarz albo początkowa nauka, ułożona dla małych dziatek – Wilno 1860
- Kwestarz w rozjazdach po Litwie poucza lud – Wilno 1860; napisany na podstawie Pamiętników kwestarza Chodźki.
- Giesmes nabožnos - Wilno 1861; pieśni religijne
- Rzut oka na starożytność narodu litewskiego - Peteresburg 1885
- Gramatyka języka litewskiego - Głosownia - wydanie pośmiertne, Poznań 1890; Właściwą gramatykę poprzedza „Przedmowa” dr Z. Celichowskiego i „Życiorys”, napisany przez W. Gasztowtta.
- Słownik litewsko-polski - przygotowany do druku, ale nigdy nieopublikowany.